# استیون اف. آرنولد
استیون اف. آرنولد (به انگلیسی: Steven F. Arnold؛ ‏ ۱۸ مهٔ ۱۹۴۳ – ۶ اوت ۱۹۹۴) عکاس، طراح لباس، نقاش، تصویرگر و کارگردان فیلم اهل ایالات متحده آمریکا بود. او یک هنرمند چند‌رشته‌ای آمریکایی و مورد توجه و حمایتِ سالوادور دالی بود.

## اوایل زندگی
استیون آرنولد در ۱۸ می ۱۹۴۳ در اوکلند، کالیفرنیا به دنیا آمد. در چهار یا پنج سالگی در اتاق زیر شیروانی خانه والدینش، صندوقچه‌ای از لباس‌های تئاتر و گریم متعلق به عمویش پیدا کرد و از آن پس خود را وقف «هنرِ تبدیل و تحول» کرد و مدام با لباس‌آرایی و پوشیدن لباس‌های مختلف، خودش، خواهرش را که مدل لباس بود و دایه‌اش را سرگرم می‌ساخت. پدر و مادرش استیون، مشوق خیال‌پردازی‌های او شده و اجازه دادند تا دکورها و عروسک‌هایی بسازد تا برای بچه‌های محله که به گفته خودش هرگز با آنها ارتباط برقرار نمی‌کردند، نمایش بگذارد.
در پاییز ۱۹۵۸، آرنولد به «دبیرستان فنی اوکلند» رفت و در آنجا با دوست، منبعِ الهام و همکار همیشگی خود، «پاندورا» آشنا شد. این زوج جدایی ناپذیر شدند و ساعت‌ها در اتاق خواب استیون صرف نوشیدن شامپاین و شربت سرفه رومیلار، کشیدن تریاک، ماری جوانا و سیگار، لباس پوشیدن و گریم کردن یکدیگر شدند. پاندورا بعدها به یاد می‌آورد که اتاق خواب استیون در سال ۱۹۵۹ «مانند لوئی چهاردهم بود؛ فراتر از تصور برای یک کودک».
وایولت چاو، معلم هنر دبیرستان استیون و پاندورا، مربی و منبع اصلی الهام این زوج بود. چاو به شاگردانش، روش‌های چینی باستانی آموزش می‌داد که فلسفه و رویکردی «از درون به بیرون» داشت و دانش‌آموزان را تشویق می‌کرد تا با مشکلات در سطح روحی روبرو شوند و از هنر خود به عنوان وسیله‌ای برای کشف و حل این مشکلات استفاده کنند. او همچنین استیون جوان را با خرید عتیقه و خرت‌وپرت‌های اسقاطی، تاریخ هنر، مد روز و سنت‌های معنوی شرقی آشنا کرد که تأثیری ماندگار بر فلسفه و هنر آرنولد گذاشت. چاو استعداد و توانایی‌های بالقوهٔ فراوانی در این شاگردش دید و ترتیبی داد که آرنولد درس‌های مدرسه‌ای و تربیت بدنی را کنار بگذارد تا هر روز سه دوره آموزشی با او بگذراند. همچنین در همین زمان بود که دوست ویولت چو، هنرمند آمریکایی «آیرا ییگر»، متوجه شد که «این استیون بود که در واقع لباس «هیپی» را پیش از مد شدنش، در سانفرانسیسکو آغاز کرد.»

## تحصیلات عالی و فیلم‌سازی
پس از فارغ‌التحصیلی از دبیرستان در بهار ۱۹۶۱، آرنولد توانست بورسیه تحصیلی کامل «مؤسسه هنر سانفرانسیسکو» را به دست آورد. در تابستان ۱۹۶۳، پس از کسب نمرات عالی به مدت دو سال در این مؤسسه، آرنولد آمادهٔ تحصیل در خارج از کشور شد و در مدرسه هنرهای زیبا پاریس ثبت نام کرد. آرنولد و گروهی از همکلاسی‌های آمریکایی که زندگی و فعالیت‌های روزمره‌شان به دلیل برنامه درسی سخت و سنتی در مدرسه هنرهای زیبا محدود شده بود، ویلاهایی را در جزیره کوچک فرمنترا در سواحل اسپانیا اجاره کردند. به مدت چند ماه بعد، این گروه به صورت جمعی در آنجا زندگی می‌کردند، هر روز ال‌اس‌دی مصرف می‌کردند، رنگ‌های نقاشی و لباس‌های متفاوتی را آزمایش می‌کردند، در غارها اقامت می‌کردند و به کاوش در آن جزیره کوچک می‌پرداختند. آرنولد زمانی خاطرنشان کرد که: «این داروی جدید بسیار سرخوشانه و رؤیایی بود، بسیار مثبت و ذهن‌گشا بود… مرا به بُعد دیگری ارتقا می‌داد، دنیایی آنقدر زیبا و معنوی که هرگز [برایم متصور نبود و] مثل قبل نشدم.» آرنولد همچنین در همین زمان شروع به جمع‌آوری و حفظ دفترهای ترسیم و طراحی کرد و این کار را در طول زندگی‌اش ادامه داد.
پس از بازگشت به سانفرانسیسکو در پاییز ۱۹۶۴، آرنولد تحصیلات خود را در مؤسسه هنر سانفرانسیسکو از سر گرفت و تمرکزش را به فیلمسازی معطوف کرد. او نویسندگی، کارگردانی و طراحی سه فیلم کوتاه را طی دو سال آینده انجام داد. در اواخر سال ۱۹۶۷ آرنولد در شرف دریافت مدرک کارشناسی خود از دانشگاه بود و آخرین فیلم دانشجویی او، پیام‌ها، پیام‌ها (با بازی روث وایس)، توجه منتقدان را به خود جلب کرد. این فیلم دعوت‌نامه‌هایی جهت حضور و اکران در بخش دو هفته کارگردانان جشنواره کن، جشنواره بین‌المللی فیلم شیکاگو و جشنواره بین‌المللی فیلم تورنتو دریافت کرد. پس از دریافت نقدهای مثبت، آرنولد و همکارش مایکل ویز به این نتیجه رسیدند که «پیام‌ها، پیام‌ها» شایسته اکرانی مفصل‌تر از آن چیزی است که مؤسسه هنری سانفرانسیسکو می‌توانست ارائه دهد؛ بنابراین در فوریه ۱۹۶۸، اندکی قبل از فارغ‌التحصیلی، این دو نفر «سالن نمایش پالاس» را در ساحل شمالی سانفرانسیسکو به این مناسبت اجاره کردند. آرنولد علاوه بر پیام‌ها، پیام‌ها، «مجموعه کمیاب از فیلم‌های سورئالیستی اولیه من ری، ماری-ژرژ-ژان ملیس و انیمیشن‌های قدیمی فرانسوی» را نیز گلچین و ارائه کرد. این اکران به قدری موفقیت‌آمیز بود که صاحب سینما به آرنولد پیشنهاد داد تا به اکران خود ادامه دهد. این منجر به برپایی «نمایش‌های رؤیای شبانه» آرنولد در مارس ۱۹۶۹ شد، نخستین سری از نمایش هفتگی فیلم‌ها در نیمه‌شب که در دهه ۱۹۷۰ در سطح ملی محبوبیت یافت. «نمایش‌های رؤیای شبانه» همچنین گروه کاکِـتس، یک گروه زیرزمینی درگ هیپی سایکدلیک را در سانفرانسیسکو را به شهرت رساند. از سال ۱۹۶۷، آرنولد همچنین پوسترهایی را برای مشاغل محلی تصویرسازی می‌کرد و یکی از هنرمندان اصلی پوستر راک در سانفرانسیسکو محسوب می‌شد و نخستین پوسترهای راک را برای کلوپ شبانه مشهور ماتریکس ایجاد کرد که بعدها به عنوان منشأ «آوای سان فرانسیسکویی» سایکدلیک دهه ۱۹۶۰ شناخته شد.
در سال ۱۹۷۰، آرنولد در حالی که دوره کارشناسی ارشد خود را در مؤسسه هنر سانفرانسیسکو به پایان می‌رساند، فیلمبرداری فیلم دلاله فروزان محبت را آغاز کرد که در ادامه جایزه «کارگردان جدید» را در جشنواره بین‌المللی فیلم سان فرانسیسکو در سال ۱۹۷۲ برایش به ارمغان آورد و نمایشگاهی گسترده در موزه ویتنی هنر آمریکایی، و دعوت دوم به بخش دو هفته کارگردانان جشنواره کن را به همراه داشت. سالوادور دالی آنقدر تحت تأثیر فیلم قرار گرفت که یک نمایش خصوصی در هتل سنت رجیس ترتیب داد و از نخبگان نیویورک از جمله اندی وارهول هم برای دیدنش دعوت کرد که وارهول نیز نبوغ فیلم و کارگردانش را تحسین کرد. آرنولد بسیار مورد توجه و علاقه دالی قرار گرفت و در سال ۱۹۷۴ برای تحصیل نزد سالوادور دالی به اسپانیا رفت و به دالی کمک کرد تا سالن نمایش و موزه دالی را در فیگرس تزئین و افتتاح کند. دالی به آرنولد لقب «شاهزاده» بارگاه معجزات خود را داد؛ لقبی که شامل سایر چهره‌های شاخص پادفرهنگ همچون دانیل لونا، فوق‌ستاره محبوب اندی وارهول ایزابل کالین دافرسن، آماندا لیر، مرین فیث‌فول، دیوید بویی و میک جگر هم می‌شد.

## مرگ
آرنولد در سال ۱۹۸۸ در اوج محبوبیت خود به بیماری ایدز مبتلا شد و در سال ۱۹۹۴ درگذشت. آثار او در مجموعه‌های موزه ویتنی هنر آمریکایی در نیویورک، انجمن هنر فرانکفورت در آلمان، موزه هنر مدرن (MoMA)، سینماتک فرانسه در پاریس، موزه هنرهای معاصر سان فرانسیسکو، موزه اوکلند کالیفرنیا، آرشیو و موزه ملی گِی‌ها و لزبین‌ها در لس آنجلس و موزه هنر سینسینتی موجود است.